# Korthalsella emersa
Korthalsella emersa é uma planta pertencente à família Santalaceae, anteriormente colocada na Viscaceae. O epíteto específico alude à imersão das flores na almofada floral.

## Descrição
É um visco que cresce cerca de 150 mm de altura. Há até 30 flores por cada punhado, imersas em uma almofada floral com cabelos pretos. Os frutos ovais têm cerca de 1,5 mm de comprimento